# Орко (поток)
Орко (на италиански: Orco, на канавезки диалект Eva d'òr, т.е. „Златна вода“, наречен така само при град Куорне) е голям поток от регион Пиемонт, Северна Италия, приток от северозапад на река По. Той тече около 90 km първо в едноименната долина Вале дел Орко, а след това в западната част на района Канавезе. В неговия хидрографски басейн се намира един от най-важните водноелектрически комплекси в регион Пиемонт.

## Наименование
Латинското му име е Orgus flumen, засвидетелствано от Плиний. В акт за дарение от 1019 г. на Абатство Фрутуария в Сан Бениньо от страна на Ото Вилхелм, граф на Бургундия той е определен като fluvium Orgium. Оттогава името ORCUM се появява в актове и документи. Местното пиемонтско име се отнася, в популярната етимология, до доста редките златни петънца, които понякога се срещат в пясъците (пресяване) на речното му корито (от местността Педаджо ди Куорне към равнината).

## Маршрут
Роден от малки извори, между планините Пунта Лейнир и Пунта Росе, той се захранва от водите на езерото Росе (Rosset) (2703 m) и езерото Лейтà (Leytà) (2699 m), от снеговете от пиемонтска страна на масива Гран Парадизо (Денти дел Новоле-Коста ди Ментà), от каналите по крайбрежието на Пунта Базей (едноименния ледник) и от тези в сектора от планините Чима д'Оин до Пунта ди Гализия. Той е почти незабавно блокиран от язовири, образуващи водноелектрическите басейни на езерата Анел (Agnel) и Серу (Serrù). Бурен и пълноводен, потокът достига до село Черезоле Реале, където е блокиран от внушителен язовир и образува живописното езеро Черезоле (Lago di Ceresole), създадено през 1925 - 1931 г. за производство на електроенергия.
Непосредствено надолу по течението на бариерата потокът се вдлъбва, бързо стига до центъра на село Ноаска и постепенно увеличава обема си благодарение на различни водни приноси от притоци, идващи предимно отляво. Продължавайки нататък, потокът окъпва центъра на селата Локана (което дава името си на този участък от долината) и Спароне, докато достигне градчето Понт Канавезе, където приема водите на Соана, основния си ляв приток. При град Куорне се разширява значително в големи сипеи, приемайки отново отляво водоснабдяването на потока Пиова. Малко по-надолу по течението, след като вече е навлязъл в равнината на Канавезе, той събира водите, идващи от Монте Солио и Вал Галенка на десния си бряг. След това е заобиколен от бившия Държавен път 565 на Кастеламонте близо до град Ривароло Канавезе. След като премине мястото на сливане с потока Малезина (друг ляв негов приток), Орко продължава с голямо речно корито от камъчета, като скоро е изпреварен от магистрали А5 и А4. Накрая се влива в река По близо до град Кивасо на надморска височина от 177 m.
През 2005 г. Сливането на По-Орко-Малоне (Confluenza Po - Orco - Malone) е признато за място от общностен интерес SIC (код: IT1110018).

## Основни притоци
Басейнът на Орко, особено в планинската му част, е определено асиметричен: докато отдясно близостта на вододела с долините на Ланцо (Вали ди Ланцо) предотвратява образуването на много разчленена хидрографска мрежа, отляво притоците на потока създават долини, които са големи, доста дълги и разклонени в посока Вале д'Аоста. Основните му притоци са:
- хидрографскo дясно:
  - Рио дела Гализия (или Галезо, който заедно с други потоци образува естественото езеро Серу) - Рио дел Валоне деле Гавите (главата на долината)
  - Рио дел Каро, Рио дел Нел (Горна Долина - Черезоле Реале)
  - Рио дел Валоне ди Дезерта (Ноаска)
  - Рио ди Молера (или Римолерио) - Рио ди Чиронио (Локана)
  - Рио ди Фейлонго - Рио дей Пиани - Рио ди Марес (Спароне)
  - Рио ди Алпете (в Понт Канавезе)
  - Поток Галенка (във Валперга)

- хидрографско ляво:
  - Рио дел Рок - Рио дел Чамусерето - Рио ди Ноаскета (Ноаска)
  - Поток Пиантонето – Рио Еуджио (Розоне ди Локана);
  - Поток Рибордоне (в Спароне);
  - Поток Соана (в Понт Канавезе)
  - Поток Пиова
  - Поток Малезина.

## Хидроложки режим
Орко, макар че е определен като поток (на итал. torrente), има постоянен и изобилен воден поток (почти 24 m³/s при устието) и се характеризира с късни пролетни и есенни наводнения, и с ниски летни нива.
Наименованието му „поток“ обаче става подходяща в случай на изключителни валежи, тъй като Орко може да покаже впечатляваща ярост по време на тежки наводнения, често причинявайки значителни щети на селищата и провинцията. Това се случва например през октомври 2000 г., когато многото обилни дъждове в горната част на неговия басейн (над 700 mm) предизвикват яростното му преливане (1700 m³ в град Куорне и над 2000 в устието), напълно опустошавайки долината му.
Освен че нанася щети на вещи и хора, наводнението от 2000 г. (и в по-малка степен това от септември 1993 г.) променя и морфологията на водоотока. Орко всъщност, както се вижда от анализа на историческата картография, е преминал в хода на 20 век от множествена морфология към такава с един-единствен преобладаващ канал, със силно гравиран поток по отношение на нивото на земята поради извличане на инертни материали. В същото време потокът е претърпял значително стесняване на речното си корито, от което са били извадени големи площи, предназначени за жилищни и производствени цели. Изключителните есенни наводнения от 1993 и 2000 г., със страничната ерозия, причинена от огромните водни маси и отлагането на големи количества детрити, всъщност възстановяват пространствата, отдавна изоставени от потока, и реактивират старите речни ръкави чрез възстановяване, поне локално, на наличните в миналото условия за многоканалност на руслото.

## Използване
В неговия хидрографски басейн се намира един от най-важните водноелектрически комплекси в Пиемонт, състоящ се от 6 язовира: Анел, Серу, Черезоле, Телечо (Телесио), Валсоера и Еуджо (Agnel, Serrù, Ceresole, Teleccio (Telessio), Valsoera, Eugio) и множество производствени предприятия.
Орко е известен с наличието на златоносни пясъци, експлоатирани от древни времена. На любителско ниво продължава издирване на златни люспи.